# حضور عن بعد

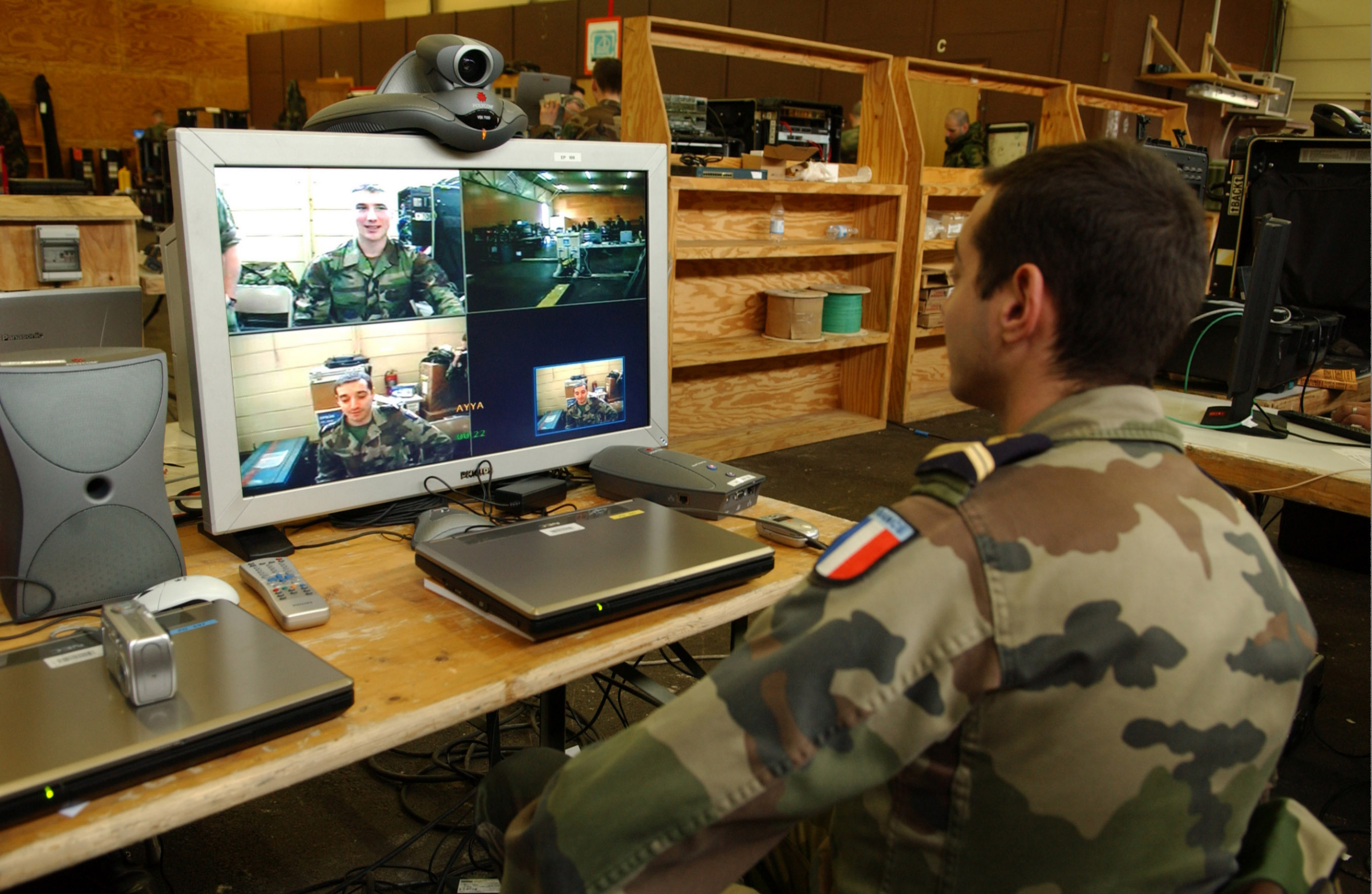

الحضور عن بعد هو مجموعة من التقنيات التي تمكن الشخص من الحضور عن بعد من موقع بعيد بعض الشيء عن طريق استخدام جهاز الحضور عن بعد. ويختلف الحضور عن بعد بعض الشيء عن التوصيل المرئي في الجهاز المستخدم من حيث التنقل والحجم البشري وإمكانية التحكم بواسطة المشغل عن بعد، كما يختلف عن الإنسالية عن بعد في الجهاز المستخدم من حيث الخصائص القليلة المنسوبة للروبوت مثل الاستقلال الذاتي أو الذكاء الصناعي أو المتلاعبين.

## الوصف
يتكون الحضور عن بعد من جزءين مشاركين:
- الموجه الذي يتحكم بجهاز الحضور عن بعد عادة عن طريق حاسب أو لوحة مفاتيح أو ماوس أو عصا التوجيه أو واجهة لمسية
- الأشخاص المحليون الذين يقومون بالاتصال بالموجه بواسطة الجهاز الموجود معهم في نفس المكان

يتواجد كل من الأشخاص المحليين والموجه عادة في موقعين مختلفين تفصلهما مسافة كبيرة، ويتم الاتصال بين الطرفين بواسطة رابط الشبكة عن طريق عرض النطاق الترددي الجيد لنقل الاتصالات السمعية والمرئية وإرسال البيانات.
ويسعى جهاز الحضور عن بعد والبرمجيات المساعدة إلى منح الموجه وأي شخص آخر كافة الخصائص الممكنة. ومن ضمن هذه الخصائص:
- الحضور: ويظهر الموجه تقريبًا في نفس حجم الإنسان الطبيعي عبر الجهاز
- السمع: يستطيع الموجه سماع أي شيء يستطيع أي شيء شخص آخر متواجد سماعه في موقع الجهاز
- التحدث: يستطيع الأشخاص المحليون سماع الموجه وكذلك أي شخص
- الوعي: يستطيع الموجه رؤية المحيط وكذلك الشخص
- الحرية: يستطيع الموجه التحرك والتصرف في المكان البعيد
- الاستقلالية: لا يحتاج الموجه أي مساعدة من الأشخاص المحليين

## نبذة تاريخية
في أواخر حقبة التسعينيات، بدأ الباحثون والشركات الناشئة ببحث الطرق الممكنة لإضفاء صفة التنقلية للوسائط المرئية بشكل أكبر وأسرع، وذلك بدوافع ناجمة عن تكاليف الحوسبة المنخفضة ونمو الشبكات اللاسلكية. وقام كل من إريك باولوس وجون كاني في جامعة كاليفورنيا بتصميم نماذج أولية لأنظمة متعددة تشمل النظام العائم الذي يستخدم المناطيد، كما قامت مجموعة نورم جوبي في معامل هيوليت باكارد بتصميم تجربة غامرة لمشغل عن بعد.
في السنوات القليلة الماضية، قامت العديد من الشركات الناشئة بنشر بعض منتجات الحضور عن بعد مثل إنتاتش هيلث والإنسالية المزدوجة والتكنولوجيات الموائمة والأنيبوتس واتصالات فيجو ومانتاروبوت وجوستاي وجيراف بأسعار تتراوح بين بضعة آلاف من الدولارات وحتى ما يقرب من 100 ألف دولار.

## الترفيه
ظهرت بعض النماذج من منتجات الحضور عن بعد في العديد من الأفلام وبرامج التليفزيون خاصة في مجالات الخيال العلمي. وفي عام 1993، تم عرض بعض الأشخاص يحضرون اجتماعًا عن بعد في فيلم الرجل المدمر عبر أجهزة مدهشة تحاكي الأجهزة التي يتم تطويرها في هذه الأيام. وفي بعض الأفلام الأكثر حداثة مثل فيلم البدائل وفيلم أفاتار، ظهرت بعض الأوصاف المستقبلية لتكنولوجيا الحضور عن بعد. وفي عام 2009، في حلقة من ضمن حلقات المسلسل الأمريكي الكوميدي نظرية الانفجار العظيم، يقوم شيلدن (بطل من أبطال المسلسل) بتصميم جهاز للحضور عن بعد في محاولة لتجنب مخاطر العالم. ويعد الجهاز الذي استخدمه شيلدن هو تصميم أولي تم تطويره بالفعل في مختبر الأبحاث الإنسالية ويلو جراج.

## وصلات خارجية
- Robotics Trends for 2012